# Iehu
Iehu (n. 876 î.Hr., Samaria, Regatul Israel – d. 814 î.Hr., Samaria, Regatul Israel) a fost un rege biblic, care apare în Cartea a patra a Regilor (4 Rg 9,2). El fiind un oarecare la prima apariție în Vechiul Testament, este însărcinat de profetul Elisei să-i ucidă pe Ohozia și pe Ioram, regi ai Iudei și Israelului secolului 9 î.Hr, îndeplinind 2 profeții din 3 Rg 16,10 și 3 Rg 21,23, privitoare la sfârșitul tragic al seminției casei lui Ahab.
1. ↑   http://timeline.biblehistory.com/event/jehu Lipsește sau este vid: |title= (ajutor)